# Etree
etree (von engl. electronic tree) ist eine im Sommer 1998 gegründete Online-Community aus Musikliebhabern, Archivaren und Historikern, die sich mit dem Austausch von Mitschnitten von Konzerten (bootlegs) beschäftigt.
etree leistete Pionierarbeit beim Verteilen verlustfrei komprimierten Audio-Materials über das Internet.

## Name
In Anlehnung an die vor Zeiten des Internets übliche baumförmige Organisation von Bootleggern, die Mitschnitte entlang einem Baum – engl. tree – verteilten, ist etree nun die Organisationsform im elektronischen Zeitalter, ein elektronischer Baum – engl. electronic tree.

## Geschichte und Technik
etree wurde im Sommer 1998 von zehn Mitgliedern zweier anderer angesehener Online-Communitys (Sugarmegs Audio und PCP – People for a Clearer Phish) gegründet und wuchs mit atemberaubender Geschwindigkeit. Im Februar 2001 waren es über 12.000 Benutzer, die über fast 300 FTP-Server Mitschnitte austauschten.
Nachdem der Austausch der Mitschnitte anfangs hauptsächlich über FTP-Server abgewickelt wurde, wurde 2001 das Peer-to-Peer-Filesharing-Protokoll BitTorrent für etree entworfen. (etree war lange Zeit das einzige Torrent-Verzeichnis, auf das in der offiziellen FAQ verwiesen wurde.)
Als BitTorrent an Popularität gewann und die Verfügbarkeit von frei benutzbaren FTP-Servern mit guter Anbindung von Universitäten und Unternehmen zunehmend eingeschränkt wurde, ging bei etree die Nutzung von FTP-Servern stetig zurück – bei gleichzeitigem exponentiellem Wachstum des Projektes. 2004 waren nur noch wenige FTP-Server in Gebrauch.
Um die Übertragung effizienter zu gestalten, werden Datenkompressionstechniken eingesetzt. Anfangs wurde das ältere Format Shorten genutzt, mittlerweile ist das modernere, freie, noch aktiv weiterentwickelte FLAC das bevorzugte Format.